# Tereszky (obwód winnicki)
Tereszky (ukr. Терешки) – wieś na Ukrainie, w obwodzie winnickim, w rejonie żmeryńskim, w hromadzie Bar. W 2001 roku liczyła 1001 mieszkańców.
Miejscowość powstała w XVIII wieku.